# Lycée Ouezzin Coulibaly
Das Lycée Ouezzin Coulibaly ist ein Gymnasium in Bobo-Dioulasso, der zweitgrößten Stadt des westafrikanischen Staates Burkina Faso. Es liegt im Arrondissement Dafra.
Das größte Gymnasium der Stadt hat etwa 5000 Schüler und 120 Lehrer (2004). Es wurde 1944 als Grundschule der damals zur französischen Kolonie Elfenbeinküste zählenden Stadt mit 36 Schülern und drei Lehrern gegründet und erhielt seinen heutigen Namen zu Ehren des Politikers Daniel Ouezzin Coulibaly.